# Парламентские выборы в Испании (1884)
Парламентские выборы в Испании 1884 года прошли 27 апреля. Явка составила приблизительно 72,84 % от общего числа зарегистрированных избирателей.
28 декабря 1885 года либерала Франсиско де Паула Кейпо де Льяно, графа де Торено на посту председателя Конгресса сменил консерватор Антонио Кановас дель Кастильо. В декабре 1885 года новым председателем Сената вместо либерала Хавьера Ариаса Давилы, графа Пуньонростро, стал генерал Арсенио Мартинес де Кампос (Либеральная партия).

## Предыстория
13 октября 1883 года глава испанского правительства и лидер Либеральной партии Пракседес Матео Сагаста, не справившись с проблемами, связанными с применением насилия со стороны непримиримых республиканцев, социальными волнениями и разногласиями внутри его собственной партии, ушёл в отставку. На посту председателя правительства его сменил лидер близкой к либералам партии Династическая левая Хосе Посада Эррера.
Новое состав Совета министров проработал недолго. Уже 18 января 1884 года кризис внутри Либеральной партии привёл к отставке Хосе Посада Эрреры и к возвращению к власти после почти трёхлетнего перерыва Либерально-консервативной партии во главе с Антонио Кановасом дель Кастильо, который 31 марта распустил парламент, назначив досрочные выборы.

## Результаты
27 апреля было избрано 393 члена Конгресса в самой Испании, 15 депутатов в Пуэрто-Рико (14 из них представляли Безусловную партию, де-факто филиал Либерально-консервативной партии на острове, и один независимый) и 24 на Кубе (3 автономиста и 21 от Конституционного союза, среди которых 10 консерваторов, 7 либералов, 2 от Династической левой, 1 прогрессивный либерал и 1 независимый).
Победу на выборах одержала Либерально-консервативная партия Антонио Кановаса дель Кастильо. Считая союзников из числа независимых консерваторов и баскских династистов, консерваторы смогли получить 311 мест в Конгрессе депутатов (79,14 %).. Их главному оппоненту, Либеральной партии во главе с Пракседесом Матео Сагастой, пришлось удовлетвориться 77 местами (19,59 %), считая близких по идеологии депутатов, левых династистов и главы Либерального союза Хоакина Фонтеса. Неудачными оказались выборы для республиканцев, потерявших более 80 % сових мандатов.
Итоги выборов в Конгресс депутатов Испании 27 апреля 1884 года
| Партии и коалиции                                            | Партии и коалиции                                    | Партии и коалиции                                      | Партии и коалиции                     | Лидер                         | Голоса   | Голоса | Голоса | Места      | Места |
| Партии и коалиции                                            | Партии и коалиции                                    | Партии и коалиции                                      | Партии и коалиции                     | Лидер                         | #        | %      | +/−    | Места      | +/−   |
| ------------------------------------------------------------ | ---------------------------------------------------- | ------------------------------------------------------ | ------------------------------------- | ----------------------------- | -------- | ------ | ------ | ---------- | ----- |
|                                                              |                                                      | Либерально-консервативная партия                       | исп. Partido Liberal-Conservador, PLC | Антонио Кановас дель Кастильо |          |        |        | 311        | ▲249  |
| Все консерваторы                                             | Все консерваторы                                     | Все консерваторы                                       | Все консерваторы                      | Все консерваторы              |          |        |        | 311        | ▲249  |
|                                                              |                                                      | Либеральная объединившаяся партия                      | исп. Partido Liberal-Fusionista, PLF  | Пракседес Матео Сагаста       |          |        |        | 38         | ▼262  |
|                                                              | Династическая левая                                  | исп. Izquierda Dinástica, ID                           | Хосе Посада Эррера                    |                               |          |        | 38     | Первый раз |       |
|                                                              | Либеральный союз                                     | исп. Unión Liberal, UL                                 | Хоакин Фонтес                         |                               |          |        | 1      | Первый раз |       |
| Все либералы                                                 | Все либералы                                         | Все либералы                                           | Все либералы                          | Все либералы                  |          |        |        | 77         | ▲213  |
|                                                              |                                                      | Демократическая партия                                 | исп. Partido Democrático, PD          | Эмилио Кастелар               |          |        |        | 3          | ▼9    |
|                                                              | Прогрессивная республиканская демократическая партия | исп. Partido Progresista Republicano Democrático, PPRD | Кристино Мартос                       |                               |          |        | 2      | ▼8         |       |
| Все республиканцы                                            | Все республиканцы                                    | Все республиканцы                                      | Все республиканцы                     | Все республиканцы             |          |        |        | 5          | ▼27   |
|                                                              | Другие                                               | Другие                                                 | Другие                                | Другие                        |          |        |        | 0          | ▼8    |
|                                                              |                                                      |                                                        |                                       |                               |          |        |        |            |       |
| Всего                                                        | Всего                                                | Всего                                                  | Всего                                 | Всего                         | ~581 970 | 100,00 |        | 393        | ▲ 1   |
| Зарегистрировано/Явка                                        | Зарегистрировано/Явка                                | Зарегистрировано/Явка                                  | Зарегистрировано/Явка                 | Зарегистрировано/Явка         | ~798 999 | 72,84  | ▲1,38  | ▲1,38      | ▲1,38 |
|                                                              |                                                      |                                                        |                                       |                               |          |        |        |            |       |
| Источник: - Historia Electoral - Spain Historical Statistics |                                                      |                                                        |                                       |                               |          |        |        |            |       |

1. ↑  Включая независимых консерваторов и баскских династистов
2. ↑  Прогрессивная республиканская демократическая партия ещё до выборов фактически прекратила своё существование. Большая часть членов партии присоединилось к демократам, либеральное крыло примкнуло к Династической левой, лишь некоторые сохранили верность партии, став по сути независимыми политиками

## Результаты по регионам
Либералы-консерваторы заняли первое место по количеству избранных депутатов почти во всех провинциях, кроме кастильских Сьюдад-Реаль, где победили династические левые, и Сории, в которой первое место поделили либералы-консерваторы и династические левые. Либерально-консервативная партия также одеражла уверенную победу в четырёх крупнейших городах страны. Они смогли получить 6 мандатов из 8 в Мадриде, 3 из 5 в Барселона, 3 из 4 в Севильи и 2 из 3 Валенсии. Оставшиеся мандаты в Мадриде, Барселоне и Севильи завоевали в либералы. Третье депутатское место в Валенсии досталось Династической левой.

## После выборов
25 ноября 1885 года, за три дня до своего 28-летия, скончался от туберкулёза король Альфонсо XII. На момент смерти короля у него не было детей мужского пола, но королева Мария Кристина Австрийская была беремена третьим ребёнком. В расчёте на рождение сына-наследника, было установлено регентство королевы Марии Кристины. 17 мая 1886 года у покойного короля родился сын, немедленно провозглашённый королём Альфонсом XIII. Желая избежать конфликтов между партиями и дестабилизации в стране в отсутствие короля, консерватор Кановас дель Кастильо подаёт в отставку и 27 ноября 1885 года либерал Сагаста в четвёртый раз в своей жизни возглавил правительства, назначив досрочные выборы.